# Preben Christophersen
Preben Christophersen (1930.) dán nemzetközi labdarúgó-játékvezető.

## Pályafutása

### Nemzetközi játékvezetés
A Dán labdarúgó-szövetség Játékvezető Bizottsága (JB) 1972-ben terjesztette fel nemzetközi játékvezetőnek, a Nemzetközi Labdarúgó-szövetség (FIFA) bíróinak keretébe. Több nemzetek közötti válogatott és klubmérkőzést vezetett. A dán nemzetközi játékvezetők rangsorában, a világbajnokság-Európa-bajnokság sorrendjében többedmagával a 25. helyet foglalja el 1 találkozó szolgálatával. Az aktív nemzetközi játékvezetéstől 1974-ben búcsúzott.

#### Európa-bajnokság
Az európai-labdarúgó torna döntőjéhez vezető úton Jugoszláviába az V., az 1976-os labdarúgó-Európa-bajnokságra az UEFA JB játékvezetőként foglalkoztatta.
| Időpont            | Helyszín                          | Mérkőzés típusa           | Mérkőzés        | Eredmény | Nézők száma |
| ------------------ | --------------------------------- | ------------------------- | --------------- | -------- | ----------- |
| 1974. november 20. | Marcel Saupin Stadion, Luxembourg | előselejtező (2. csoport) | Wales–Luxemburg | 5 : 0    | 10 539      |